# 聖保羅書院校友列表
本列表列出曾就讀香港聖保羅書院的知名校友。

## 校友列表
公共事業、政治界
- 伍廷芳，JP：1874年赴英國倫敦林肯法律學院深造並成為第一個取得英國大律師資格的中國人、大清國駐美公使、辛亥革命後南北談判南方代表、南京臨時政府司法總長、中華民國外交部長及財政部長、香港首位華人大律師、首位華人立法局議員及首位華人太平紳士、香港歷來首份完全以中文編印的報紙中外新報的創辦人之一[1]
- 楊衢雲：中國近代革命家、曾任教員、招商局總書記及沙宣洋行副經理、1892年於香港創立最早的革命組織輔仁文社、並為香港興中會首任會長、負責策劃廣州起義及惠州起義、民國早年曾被寫入小學課本稱為國父[2]
- 陳靄亭：又名陳言、伍廷芳同學、原德臣西報副主編，香港歷來第二份華文報紙華字日報的創辦人，革命組織輔仁文社的創立人之一，後為清廷駐美公使館參贊及駐古巴總領使[3]
- 譚乾初：繼陳靄亭後任清廷駐古巴總領使、與陳蘭彬合著《使美紀略․古巴雜記》
- 張宗良：翻譯家、深通西學、1870年代初期任《香港近事編錄》主筆、並助王韜譯撰《普法戰紀》、後任香港華民政務司書吏、光緒三年（1877年）及光緒八年（1882年）出任清廷駐日公使館翻譯官
- 譚肇康：民主革命者、中國同盟會香港分會會員、出身世代書香小康之家 、先在香港半工半讀 、後於大連學習建築工程 、曾承建大量本港的工程項目 、香港建造商會創會會長（1920年）及主席（1922年）、麗澤譚肇康紀念小學是為紀念他而命名[4]
- 王寵惠：中國近現代法學名家、1900年畢業於京師大學堂法律系、成為中國第一位大學畢業生1902年到美國耶魯大學留學、取得法學博士、曾任中華民國司法部長及外交部長和海牙常設國際法庭正法官、於1943年隨蔣中正出席開羅會議[5]
- 晏陽初：美國耶魯大學畢業、近代中國大陸及台灣著名平民教育家和鄉村建設家、被譽為世界平民教育運動之父、與教育家陶行知並稱「南陶北晏」、曾擔任聯合國教科文組織顧問[6]
- 余兆麒，CBE：二次大戰中華民國將軍、中華民國軍事委員會第三廳廳長領中將、美國芝加哥大學法學博士、中國聯合銀行創辦人、於1983年創立著名之余兆麒醫療基金對香港醫療服務貢獻良多
- 鍾士元爵士，大紫荊勳賢，GBE，Kt，CBE，OBE，JP：香港老牌政治家、外號大 Sir、前行政局及立法局首席非官守議員、前行政會議召集人、曾負責籌辦香港理工大學、城市理工大學、香港科技大學三間高等學府及醫院管理局、英國謝菲爾德大學工程學博士、1976年香港大學名譽科學博士、1983年香港中文大學名譽法學博士[7]
- 曾鈺成，大紫荊勳賢，GBS，JP：前立法會主席、前行政會議成員、港區全國政協委員、民建聯首任主席、前培僑中學校監及校長[8]（1963年中五）[9]
- 李永達：前立法會議員（新界西）、前民主黨主席、前智庫土地監察主席[10]
- 張超雄：註冊社工、美國加州大學柏克萊分校博士、前立法會議員（新界東）、前工黨 (香港)副主席、前香港理工大學應用社會科學系講師[11]
- 龍家麟：前香港民主促進會主席[12]、民主思路聯席召集人（國際）
- 馬超常 ( Solomon Rafeek )，BEM：前市政局議員、代表香港公民協會當選[13]
- 鍾世傑：前市政局議員、律師、香港在1970年代至1980年代的傳奇人物
- 黃澤標，MH：前沙田區議會議員、公民力量成員
- 李思泌：前黃大仙區議會議員、前樂善堂余近卿中學校長[註 1]
- 任志剛，大紫荊勳賢，GBS，CBE，JP：行政會議成員、前金融管理局總裁、中國金融學會執行副會長[14]
- 葉澍堃，GBS，JP：前經濟發展及勞工局局長 、前財經事務局局長 、前香港賽馬會董事[15]
- 曾德成，GBS，JP：前民政事務局局長 、前全國人民代表大會常任委員、前中央政策組顧問、前《大公報》總編輯[16]
- 劉江華，JP：前民政事務局局長 、前政制及內地事務局副局長 、第十四屆全國港區政協委員 、第四屆香港立法會議員 (新界東) 、前香港特別行政區行政會議成員 、前民主建港協進聯盟副主席 [17]
- 蘇偉文，BBS，JP：前運輸及房屋局副局長 、前香港浸會大學持續教育學院院長 、前恆生管理學院商學院院長及金融學教授 、前香港中文大學財務系教授及工商管理學院副院長[註 2]
- 黃智祖，GBS，JP：文化體育及旅遊局常任秘書長、前海洋公園行政總裁 、前旅遊事務署旅遊事務專員 、前政府新聞處處長[18]
- 馮浩賢，JP：勞工處副處長 (職業安全及健康)、前香港特別行政區政府駐武漢經濟貿易辦事處主任、前聖保羅書院同學會會長[19]
- 陳派明，JP：前路政署署長
- 岑智明，SBS，JP：前香港天文台台長、前國際民航組織亞太區「通訊 、導航、監測及氣象」小組副主席、中國氣象學會理事[20]
- 曹萬泰，SBS，JP：前香港特別行政區政府駐北京辦事處主任[21]
- 劉兆佳，大紫荊勳賢，GBS，JP：前中央政策組首席顧問 、前中國人民政治協商會議全國委員會委員 、香港中文大學社會學名譽退休教授 、前香港亞太研究所副所長 、全國港澳研究會顧問[22]（1966年中五[23][24]）
- 郭家強，JP：前政府產業署署長 、前環境運輸及工務局常任秘書長 (環境) / 環境保護署署長
- 徐志強：前司法機構政務長 、前醫院管理局副總監
- 李達志，JP：香港金融管理局副總裁[25]
- 陳欽勉，JP：香港房屋協會行政總裁兼執行總幹事
- 劉鎮漢：香港勞工及福利局人才服務辦公室總監 、前麗新集團執行副總裁 、前香港旅遊發展局總幹事[26]
- 程鼎一：香港旅遊發展局總幹事[26]
- 游寶榮：前香港賽馬會慈善及公司事務司 、香港風濕病基金會名譽會長（1964年中七）[27]
- 蘇孝良：前香港管弦樂團行政總裁、大國文化集團非執行董事[3]
- 周湛樵，BBS：前香港輔助警察隊總監 、周埈年爵士第三子
- 劉保祿，PMSM：前香港警務處助理處長 、前香港警察學院院長。
- 余敏生：前香港警務處助理處長
- 周一鳴，PMSM：香港警務處處長
- 林景昇：香港警務處警司 、談判專家 、香港科技大學校董會成員及評議會主席 、2006年香港十大傑出青年 、傑出青年協會主席
- 羅啟宏：香港警務處高級督察 、前香港電台電視部警訊主持

醫學界
- 馬祿：字祿臣、就學香港西醫書院、1905年畢業、即在香港行醫、在二十世紀初很負盛名、創辦馬祿臣醫院、亦為養和醫院發起人之一
- 葉錦華：全科醫生、於1920年自港大畢業、曾任廣華醫院院長、亦曾開設錦華療養院、前中華醫學會會長、前香港醫學會會長
- 葉大楨：1929年於英國倫敦大學聖巴多羅買醫院醫學院 ( St Bartholomew's Hospital Medical School, University of London ) 畢業、著名皮膚科醫生、曾任東華醫院院長、港中醫院創辦人之一
- 霍永楷：全科醫生、前聖保羅書院同學會會長
- 蕭家禧：兒科醫生、前聖保羅書院同學會會長
- 馮啟賓：耳鼻喉科專科醫生、前香港耳鼻喉科醫學院院長、前聖保羅書院同學會會長
- 羅佐華：麻醉科專科醫生、危重病學專家、香港麻醉科醫學院首任院長
- 李繼堯，BBS：風濕病科專科醫生、香港仁安醫院院長及醫務總監、前香港私家醫院聯會主席
- 羅國洪：外科專科醫生、前瑪嘉烈醫院外科顧問醫生、香港中文大學外科名譽臨床教授、前香港外科醫學院院長
- 勞永樂，JP：傳染及感染病科專科醫生、前香港醫學會會長、前香港立法會議員[28]
- 何仲平，MH，JP：腎病科專科醫生、前香港醫學會會長[29]
- 麥肇敬：泌尿外科專科醫生、前香港公共醫療醫生協會會長、前香港醫學會副會長
- 鍾駿傑：耳鼻喉科專科醫生、瑪麗醫院耳鼻喉科服務主管、香港大學外科名譽臨床副教授
- 廖啟明，MH：牙科醫生、香港交通安全隊總監
- 林友港：牙齒矯正科專科醫生、前香港牙醫學會會長、前香港牙科醫學院院長
- 廖偉明：家庭牙醫學專科醫生、前香港牙醫學會會長
- 徐福燊，MH：牙齒矯正科專科醫生、前香港牙醫學會會長、大律師、前保險索償投訴委員會主席、前監警會委員
- 郭正光：神經外科專科醫生、前香港醫院管理局九龍西聯網及廣華醫院神經外科服務主管、1991年香港十大傑出青年
- 梁永昌：婦産科專科醫生、廣華醫院婦產科顧問醫生、香港大學及香港中文大學婦產科名譽臨床教授、前香港婦産科醫學院院長
- 梁憲孫，SBS，JP：血液及血液腫瘤科專科醫生、前香港大學醫學院院長、前香港醫學專科學院院長、養和醫院副院長兼内科部主任及綜合腫瘤科中心主任、1995年香港十大傑出青年[30]（1974年中七）[31]
- 楊諦岡：放射科專科醫生、香港醫院管理局九龍東聯網總監
- 羅振邦：老人內科專科醫生、香港醫院管理局九龍西聯網總監
- 張任謙：澳洲華裔心臟外科手術專家及人道主義者、世界心臟移植先驅、1986年獲澳洲勳章 (Companion of the Order of Australia) 勳銜 、在澳洲悉尼之張任謙心臟研究所於1994年為紀念他而設立、1999年獲選世紀澳洲名人

法律界
- 陳振鴻：前香港高等法院原訟法庭法官 、香港大學法律畢業生會設有陳振鴻法官紀念專題講座 (己故)
- 游德康：香港高等法院原訟法庭法官
- 歐陽浩榮：香港高等法院原訟法庭法官
- 高勁修：香港區域法院首席法官
- 蕭勵洲：前香港裁判法院裁判官
- 吳承威：前香港裁判法院裁判官
- 何耀棣，JP：律師 、何耀棣律師事務所創辦人 、第八屆全國人民代表大會廣東省代表 、前消費者委員會主席 、前保良局主席 、前聖保羅書院同學會會長[32]
- 胡漢清，SBS，SC，JP：資深大律師 、中國人民政治協商會議全國委員會香港地區委員 、基本法研究中心主席[33]
- 馬豪輝，GBS，SBS，JP：律師、第十三屆香港特別行政區全國人民代表大會代表 、中國人民政治協商會議雲南省委員會委員 、旅遊業監管局 (旅監局) 主席 、前聖保羅書院同學會會長[34][35]
- 潘松輝，SBS，SC：資深大律師 、第五屆香港立法會議員劉慧卿前夫
- 吳能明，BBS：大律師、前律政司副民事法律專員
- 徐嘉慎：律師 、英國倫敦大學巴特列規劃學院客座教授、保護海港協會顧問
- 徐志強：大律師 、前司法機構政務長 、前醫院管理局副總監
- 李安然：大律師 、法政匯思召集人
- 任枝明：大律師 、香港特許會計師 、前香港中文大學會計學副教授及前香港公開大學持續教育部總監  、前民主建港聯盟中央委員
- 陸耀輝：香港第一位先天失明律師

建築及工程界
- 貝聿銘：美籍華裔建築師 、1983年普立茲克獎得主 、獲譽為「現代主義建築的最後大師」
- 林炳賢：中國著名建築學專家及建築教育早期先驅、美國俄亥俄大學工學士 、英國皇家建築師協會高級會員 、曾任國立唐山工學院 (後屬中國交通大學 、即今天津大學) 建築系教授及系主任
- 司徒惠，CBE，JP：著名建築師、前香港建築師學會會長 (1960) 、前行政局及立法局議員 、1975年香港大學名譽科學博士 、1978年香港中文大學名譽法學博士；曾參與聖保羅書院重建
- 劉秀成，SBS，JP：前香港大學建築系教授及系主任 、前立法局議員 、前香港建築師學會會長[36]
- 陳澤斌：前香港建築師學會會長 、前香港建築師註冊管理局主席
- 岑肇雄，CBE：美國 AECOM 建築工程顧問公司全球大跨度及特色橋樑總監 、香港昂船洲大橋設計師
- 卜國明：前香港工程師學會會長
- 彭沛來，JP：博士工程師 、香港建造業議會行業發展總監 、香港珠海學院土木工程學系兼職教授

會計界
- 馬炎璋：著名會計師 、於1948年創辦馬炎璋會計師行 、前香港華人會計師公會會長
- 陳再彥：資深會計師 、全球第五大會計師事務所德豪國際亞太區聯絡合夥人 、亦為其成員之一德豪會計師事務所有限公司的董事
- 蔡偉年：香港會計師 、2014年擔任安永大中華區國際稅務主管合夥人 、2022年擔任安永華北區市場稅務主管合夥人

商業及財經界
- 唐廷桂：又名唐廷植及唐茂枝、香港政府翻譯 、後為怡和洋行總買辦及富商
- 馮明珊：又名馮普熙 、伍廷芳同學 、著名富商及華人領袖 、曾任英商殼行 、渣打銀行及有利銀行買辦 、南北行公所創辦人 、東華醫院及保良局創辦發起人之一 、並出任保良局首任主席 、是首位歸化英籍的香港華人
- 謝伯昌：前九龍總商會理事長 、香港中華廠商聯合會創辦人之一
- 謝雨川，OBE，JP：前立法局議員 、曾任香港中華總商會副理事長 、南華體育會主席 、華人體育協進會主席 、保良局董事局副主席、戰後曾獲港府委託擔任縠米批發處主任主理食米配給 、人稱「米王」、保良局雨川小學亦以他名字命名 、前聖保羅書院同學會會長
- 何家鎏：運動名將 、曾任遠東運動會中國代表團籃球 、網球及排球選手、戰後曾獲港府委託主理柴薪配給 、人稱「柴王」、前聖保羅書院同學會會長及上海聖約翰大學校友會主席[37]
- 黃焯菴：前太古洋行經理 、戰後曾獲港府委託主理食糖配給 、人稱「糖王」、佛教黃焯菴小學是為紀念他而命名
- 吳仲朝：五十年代香港工商界鉅子 、曾任東華三院總理 、鍾聲慈善社社長 、香港中華總商會首席副會長 、香港中華總商會會員聯誼會首屆會長
- 葉若林，BBS：前香港中華總商會永遠榮譽會長 、前聖保羅書院同學會會長
- 黃頌盈，MH：前著名日本電器品牌港澳代理 、前中西區地區領袖 、前聖保羅書院同學會會長
- 張家敏：第十二屆港區全國政協委員 、現為利豐集團旗下利豐發展 (中國) 有限公司 、利豐研究中心執行董事
- 陳其鑣，MH：新進科技集團主席兼高級董事總經理 、香港電子業商會榮譽會長 、香港綠色製造聯盟榮譽主席 、香港科技協進會名譽會長 、香港城市大學電子工程學系特約教授及榮譽院士
- 陳幼南，SBS，BBS，MH：香港中華總商會永遠榮譽會長 、香港中華出入口商會榮譽會長 、香港潮州商會永遠榮譽會長 、國際潮團總會執行主席 、前香港潮屬社團總會會董會主席 、前聖保羅書院同學會會長 、美國普林斯頓大學化學工程博士[38]
- 丁午壽，SBS，JP：香港工業總會名譽會長 、香港中華廠商聯合會名譽會長 、前立法局議員 、開達集團有限公司董事局主席（1962年中五）[39]
- 黃友嘉，GBS，BBS，JP：香港中華廠商聯合會永遠名譽會長 、第十二及十三屆港區全國人大代表 、前強制性公積金計劃管理局（積金局）主席 、美國芝加哥大學經濟學博士[40]
- 陸觀豪，BBS，JP：前恆生銀行常務董事兼副行政總裁 、前立法局議員 、前香港中文大學校董會成員及大學司庫 、香港中文大學榮譽院士
- 伍步謙，BBS，JP：招商永隆銀行非執行董事 、前香港公開大學校董會主席 、1999年香港公開大學榮譽工商管理博士[3]
- 廖鐵城：廖烈文之子 、英國牛津大學畢業 、前創興銀行常務董事兼副行政總裁 、香港潮州商會會董
- 梁兆基：星展銀行首席經濟師
- 葉松茂：英國劍橋大學管理資訊系統學博士 、著名智庫香港珠三角基金會執行總監
- 楊國猛：美國麻省理工學院畢業 、TOM集團首席執行官兼執行董事[41]
- 王宜威：筆名王弼 、香港奧國經濟學院院長 、智庫獅子山學會前行政總監
- 蔡劍雷，JP：港九電船拖輪商會永遠會長兼常務會長
- 曾立基：香港最大公關公司縱橫公共關係顧問集團董事長兼董事總經理
- 林智剛：英國保誠保險(香港)行政總裁
- 李慶言：前新加坡航空公司董事會主席
- 羅開光：大家樂集團主席[42]
- 黃嗣輝：海洋公園行政總裁[43]
- 雲維熹：英美洋行有限公司董事、香港汽車會永遠榮譽會長、前東華三院總理、前全國政協委員雲大棉長子 (小學部畢業)[44]
- 高啟興：高聲國際創辦人及前主席[45]

學術及教育界
- 莫志強：前香港大學心胸外科講座教授 、香港心臟移植先驅 、前香港心臟學會會長 (己故)
- 李　鍔，JP：前香港大學歷史系教授 、前香港大學文學院院長 、前香港大學專業進修學院院長 、前澳洲南昆士蘭大學副校長 、前職業訓練局執行幹事 (己故)
- 張文勇：香港大學內科學系臨床實務教授 、香港政府創新科技署生物科技總監
- 陳志偉：香港大學公共衞生學院教授
- 葉柏強：香港大學兒童及青少年科學系曹延洲基金教授席及臨床教授 、前香港兒科學會會長
- 李浩勳：香港大學臨床腫瘤學系主任及臨床教授 、香港大學醫學院助理院長 ( 評估 )實務
- 梁耀殷：香港大學口腔顎面外科臨床教授 、香港大學牙科醫學院副院長 ( 對外事務 )
- 張祺忠：前香港大學機械工程系副教授、前香港大學校委會成員
- 羅康錦，JP：香港科技大學工學院院長 、土木及環境工程學系講座教授 、極智慧城市研究院創始主任
- 詹志勇，JP：香港教育大學顧問及客席講座教授 (地理及環境科學) 、前香港大學地理學院講座教授 、前香港大學文學院院長 、樹木專家 、有「樹博士」之稱[註 3]
- 梁操雅：香港教育大學博文及社會科學學院兼任客席講師、香港樹仁大學歷史學系兼任副教授[35]
- 科大衛 ( David Faure )：前香港中文大學歷史系主任及榮休教授 、比較及公眾歷史研究中心主任 、偉倫歷史學研究教授 、英國牛津大學聖安多尼學院榮休院士、知名歷史人類學家及華南史專家
- 盧乃桂：前香港中文大學教育學院院長[46]
- 熊良儉：前香港中文大學矯形外科及創傷學系主任及教授 、名譽臨床教授 、前香港骨科醫學院院長
- 羅尚尉：香港中文大學矯形外科及創傷學專業應用教授(禮任) 、香港中文大學醫學院助理院長（醫療系統）、雅麗氏何妙齡那打素醫院矯形外科及創傷學服務主管(名譽)、香港骨科醫學院院長
- 胡志遠：香港中文大學內科及藥物治療學系教授 、香港中文大學醫學院副院長 ( 醫療系統 ) 、逸夫書院副院長 、何善衡腸胃健康中心主任 、前香港中文大學醫院營運總監[47] 、亞太消化疾病週聯盟會長
- 許樹昌，BBS，JP：香港中文大學內科及藥物治療學系主任及何鴻燊呼吸系統學講座教授 、何鴻燊防治傳染病研究中心總監 、何善衡睡眠窒息治療中心主任[48]
- 李禮舜：加拿大多倫多大學 ( University of Toronto ) 達拉拉納公共衛生學院 ( Dalla Lana School of Public Health ) 臨床公共衛生部教授 、前香港中文大學內科及藥物治療學系於崇光感染及傳染病學教授
- 鄭詩樂：香港中文大學生物醫學學院教授 、香港中文大學醫學院助理院長 ( 硏究 )
- 潘銘基：香港中文大學中國語言及文學系主任及教授
- 郭必之：香港中文大學中國語言及文學系副主任及教授
- 江紹康：前香港中文大學人文及社會科學院高級講師（1972年中五）[49]
- 鄭漢文：香港中文大學教育學院專業顧問 、中大教師協會主席 、全人生命教育學會會長
- 許樹源：香港城市大學電子工程系電力電子學講座教授 、英國倫敦帝國學院 ( Imperial College London ) 電機電子工程系電力電子學講座教授 、前新加坡南洋理工大學 ( Nanyang Technological University ) 電機電子工程學院聯發科技教授席 ( MediaTek Endowed Professor 2021-23 ) 、前香港大學電機電子工程系講座教授及黃乾亨黃乾利基金教授席 ( 電機工程 ) 、英國皇家工程院院士 、澳洲工程院院士 、被譽為「無線充電之父」
- 林本利：前香港理工大學會計及金融學院副教授 、活道教育中心校監 、知名財經專欄及教科書作家[50]
- 陳智達：香港理工大學應用社會科學系副教授
- 施育曉：前香港理工大學應用社會科學系講師 、沃土發展社創辦人之一
- 陳增聲，BBS：前香港嶺南大學協理副校長及信興市場學講座教授
- 郭嘉特，MH：香港演藝學院鍵盤樂系主任及教授
- 李兆璋：香港浸會大學文學及社會科學院健康及人類發展學部總監 、前教育學系系主任及教授 、前社會科學院副院長
- 羅貴祥：香港浸會大學文學及社會科學院語言及文化學部人文及創作系主任及教授
- 丁偉：香港浸會大學政治及國際關係學系榮休教授
- 傅浩堅，BBS，MH，JP：香港浸會大學榮休教授 、協理副校長 、體育及運動科學講座教授 、許士芬博士體康研究中心主任 、香港浸會大學基金董事局秘書長[註 4]（1966年中五[24]）
- 傅浩強：美國匹茲堡大學 ( University of Pittsburgh ) 骨科傑出貢獻教授 ( Distinguished Service Professor of Orthopedic Surgery )、戴維斯列文教授 ( David Silver Professor ) 及骨科學系主任 、是美國首位亞裔骨科學系主任 、運動醫學權威 、擅長膝及肩之損傷手術[51] (已故)
- 鍾業華，BBS：美國西北大學 ( Northwestern University ) 材料科學及工程教授暨機械工程教授 、大學教育資助委員會海外委員
- 劉潤輝：美國加州大學三藩市分校 ( University of California, San Francisco ) 內科學系教授、遺傳學專家
- 郭沛恩：流行病學及遺傳學專家 、台灣中央研究院院士 、生物醫學科學研究所特聘研究員及所長、前美國加州大學三藩市分校 ( University of California, San Francisco ) 亨利巴克利克傑出教授 ( Henry Bachrach Distinguished Professor )[52]
- 龐百騰：美國德拉威大學 ( University of Delaware ) 歷史學榮休教授 、富布萊特學者 ( Fulbright Scholar )、中國近代史百科全書主編
- 馮儁熙：美國喬治亞南方大學 ( Georgia Southern University ) 徐建萍公共衞生學院 ( Jiann-Ping Hsu College of Public Health ) 流行病學教授
- 張家文：美國紐約州立大學石溪分校 ( State University of New York at Stony Brook ) 海洋與大氣科學學院教授 、聯合國政府間氣候變化專門委員會 ( IPCC ) 成員、 IPCC 和前美國副總統戈爾共同獲得2007年度諾貝爾和平獎
- 周祖康：美國倫斯勒理工學院 ( Rensselaer Polytechnic Institute ) 電機工程系學院教授 ( Institute Professor ) 、美國國家工程學院院士
- 麥華嵩：英國劍橋大學 ( University of Cambridge ) 賈吉商學院 ( Judge Business School ) 市場及決策科學講座教授
- 周達聞：英國倫敦大學癌症研究院（The Institute of Cancer Research）教授 、英國皇家馬斯登醫院胃腸道及淋巴瘤科腫瘤內科顧問醫生
- 游順釗：知名語言學家 、巴黎大學博士 、法國國家科學研究中心 ( Centre National de la Recherche Scientifique ) 榮譽研究員 、法國高等社會科學院 ( École des Hautes Études en Sciences Sociales ) 教授 、視覺語言學科奠基者 、具泰斗級學術地位
- 羅世傑：前新加坡南洋理工大學 ( Nanyang Technological University ) 生物科學院講座教授 、曾任教英國牛津大學生物化學系 、專長免疫化學 、第一屆香港聯校科學展覽籌備委員會 (1968) 主席
- 詹德隆：英文教育專家、電台及電視節目主持 、知名作家 、文化及政治評論員 、1980年香港十大傑出青年（1965年中七）[53]
- 夏里巴：海外升學專家
- 韓連山：香港資深教育工作者 、退休中學教師 、前香港教育專業人員協會理事 、前教育人員專業操守議會主席 、前保衛香港自由聯盟發言人（1966年中五）[23][24][註 5]
- 陳黃麗娟：前聖保羅男女中學校長[3]
- 潘紹慈：聖保羅男女中學校長
- 袁經恆：聖公會鄧肇堅中學校長
- 黃邵文：聖公會呂明才中學校長
- 彭志遠：閩僑中學校長
- 謝錫恩：前官立嘉道理爵士中學校長 、前香港大學校友會會長 、2015年香港大學名譽院士
- 陳建偉：前皇仁舊生會中學校長
- 許建業：皇仁舊生會中學校長
- 杜耀君：前真光女書院校長
- 陸國森：聖公會蒙恩小學校長
- 馮貽端：前滬江小學校長[54]
- 游偉樂：香港首位失明教師[55]

宗教界
- 鄺日修：早期香港聖公會聖三一座堂及聖士提反堂牧師、曾於九龍寨城內辦學、贈醫施藥及建立「窮人院」 (Almshouse，後稱「廣蔭院」)、聖公會日修小學是為紀念他而命名[56]
- 霍靜山：聖士提反堂牧區第一任牧師、主理聖士提反堂堂務凡十六載、先後兼理聖保羅堂及聖馬利亞堂堂務、聖公會靜山小學是為紀念他而命名
- 莫壽增：首任中華聖公會華南教區主教、聖公會莫壽增會督中學是為紀念他而命名
- 龐德明：前聖公會台灣教區主教[57]
- 曹思晃：香港著名紳商及華人代表曹善允胞侄、為香港著名宗教人士、曾任聖保羅堂主任牧師、聖公會思晃學校（現聖公會何澤芸小學） 是為紀念他而命名[58]
- 李兆強：前香港聖公會教區憲政牧師、聖公會德田李兆強小學是為紀念他而命名
- 張紹桂，MBE：前香港聖公會教區會吏長及法政牧師、曾任北角聖彼得堂及聖保羅堂主任牧師、聖公會明華神學院首任院長、前香港政府高級教育官
- 鄺廣傑，GBS：首位香港聖公會教省主教長 / 大主教及前聖公會港澳教區會督、於2006年末榮休、現為香港聖公會教省榮休大主教及香港島教區榮譽主教、曾任香港《基本法》草委、2000年香港大學名譽神學博士、2007年香港中文大學名譽社會科學博士[59]
- 蘇以葆，JP：前香港聖公會西九龍教區主教、前香港基督教協進會主席[60]（1963年中五）[9]
- 余天錫：前加拿大聖公會多倫多教區副主教[61]
- 李斌生：澳門天主教教區主教[62]、前香港天主教教區輔理主教、
- 薛磐基：前香港基督教協進會主席、前香港中文大學崇基學院神學組校董會主席、前香港基督教崇真會會長、前香港中華基督教青年會會長
- 梁永泰：前突破機構事工顧問及總幹事[註 6]

傳媒及文化界
- 程　翔：資深記者、曾任新加坡《海峽時報》中國首席特派員、前《文匯報》駐北京記者站主任及副總編輯、在中國因間諜罪被北京市國家安全局逮捕及被判入獄、在被扣留逾千日後、獲准提早假釋返港[63]
- 何福仁：筆名方沙、前聖保羅書院中文科主任、作家和詩人
- 馮國東：著名音樂人、姬聲雅士創團團員、無伴奏合唱專家。
- 古德明：作家、文字及翻譯專家[64]
- 潘國靈：作家、文化評論人、愛荷華大學 ( University of Iowa ) 國際寫作計劃學人
- 劉偉成：筆名超活、作家、編輯
- 林子揚：跨媒體創作人、資深音樂人、專欄作家、從2004年至2005年間任香港電台頭條新聞主持
- 崔偉恆：專欄作家、時事評論員及香港教育大學政治系講師。他同時是香港民主發展網絡成員及前香港商業電台節目《光明頂》嘉賓主持
- 許迪鏘：資深散文作家、編輯
- 姚雋彥：前無綫新聞主播及體育記者
- 黃華麒：前廣播處處長[65]
- 張文新：前廣播處助理處長[64]

社會服務界
- 容顯光，JP：香港特別行政區首屆太平紳士、前精神健康覆查審裁處委員、前香港社會服務聯會精神康復委員會委員、前禁毒常務委員會委員
- 莫儉榮，MH：首位香港社會服務聯會全失明註冊社工、盲人運動員、香港盲人輔導會高級經理、香港傷健共融網絡有限公司主席、世界盲人聯盟亞太區理事、1999年香港十大傑出青年[66]

演藝界
- 黎民偉：香港電影之父 、曾拍攝香港首部電影《莊子試妻》及孫中山紀錄片《勳業千秋》等名作 、演員黎萱之父 、黎姿之祖父
- 何大傻：原名何福如 、又名何澤民 、有「諧趣歌王」美譽、能彈琵琶、及作曲作詞 、乃廣東音樂界四大天王之一 、與錢廣仁等倡辦鐘聲劇社 、後正名為鐘聲慈善社
- 錢廣仁：著名廣東音樂家，別號「錢大叔」、有「大喉領袖」之稱、創辦香港首間大規模錄製音樂唱片之唱片公司新月唱片公司 、為廣東音樂界四大天王之一
- 薛覺先：著名粵劇老倌、電影導演及演員 、前中國人民政治協商會議全國委員會委員 、前中國戲劇家協會廣州分會副主席 、名伶林家聲之師父[67]
- 麥基：香港影星
- 吳楚帆：1937年華南影帝 、得獎作《人生曲》 (1936)；電影公司東主；1996年獲追贈香港電影金像獎「終身成就獎」
- 孫立基：香港導演 、監製 、影視製作人
- 蕭若元：人稱「蕭才子」、知名作家、時事評論員及傳媒全才製作人、曾為電視台新聞報道員、編劇、監製、電台新聞評論節目主持人（1966年中五[23][24]）
- 蕭定一：蕭若元之子 、影視製作及娛樂事業東主
- 鄭丹瑞：前商業電台營運總裁、藝人、著名 DJ 、導演、監制，暱稱「阿旦」[68]
- 陳慶嘉：知名作家及編劇 、筆名「阿寬」
- 雷宇揚：前香港藝人，現為商人[68]
- 蔡康年：香港藝人[68] 、香港無綫電視基本藝人合約演員
- 杜德偉 、杜德智：香港歌星，歌星張露之子[69]
- 李泳豪：香港藝人[70]
- 李泳漢：香港藝人[70]
- 林峯：香港歌影視當紅藝人[71]
- 布志綸：香港樂隊Mr.主音[72]
- 陳維諾：香港樂隊Nowhere Boys主音 、亦為建築師
- 黃瑋中：香港樂隊The Hertz主音[73]
- 朱敬然：中、港、台作曲人、編曲人及華語流行音樂音樂製作人 、曾經合作歌手有羅大佑 、陶喆、劉德華、張惠妹等
- 謝國維：香港新一代全職流行音樂製作人 、其工作範圍包括作曲 、作詞 、編曲 、監製 、電影及廣告配樂
- 龍世樑：香港作曲家、編曲人（1995年）[74]
- 許文軒：香港無綫電視演員及主持
- 王致狄：香港男演員 、香港無綫電視藝員[75]
- 張滿源：香港男演員[76]（中一至中三）
- 勞瀚貽：資深體育節目監製 、前亞洲電視製作部副總裁[35](己故)

體育界
- 梁玉棠（又名梁玉堂）：前中華民國國腳 、參加第二屆至第七屆遠東運動會足球比賽並全數奪冠 、其中在第五屆至第七屆擔任隊長 、與隊友黃柏松同為參加此比賽最多之球員 、有「二世球王」之美譽
- 李劍琴：香港武術家，健美、拳擊專家
- 吳定強：前香港賽馬會練馬師
- 梁守志：香港足球圈名人 、曾任香港足球代表隊及香港甲組球會南華 、東方等領隊 / 總監[77]
- 陳曉明：足球教練 、前理文足球會領隊，曾任澳門代表隊教練、香港足球總會技術及發展總監、香港代表隊助教 、香港青年軍 、和富大埔 、天水圍飛馬、華家堡及東方領隊
- 古偉明：前香港一百米飛人 、前香港一百米短跑紀錄保持者 、曾代表香港參加1992年西班牙巴塞隆納奧運會
- 林榮順：香港土生土長視障人士 、城大社工系校友 、盲人足球員及港隊代表 、馬拉松傑出運動員 、曾代表香港盲人體育總會 (盲體會)、為香港盲人足球隊在國際賽射入史上第一球[78]
- 盧潤森，MH：香港體育界名人 、香港足球總會副主席 、前南華體育會主席 、香港律師 、天津市政協委員 、上海市黃浦區政協委員 、中華人民共和國司法部委任中國委託公証人